# Johann Bolljahn

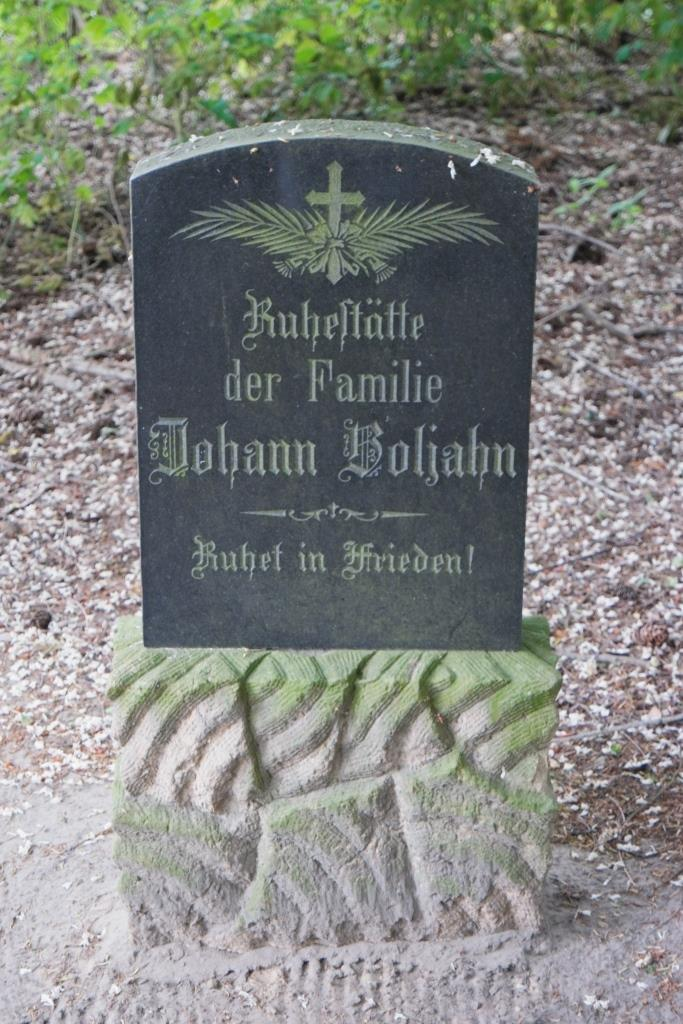
Grab von Johann Bolljahn auf dem Friedhof Usedom-Paske

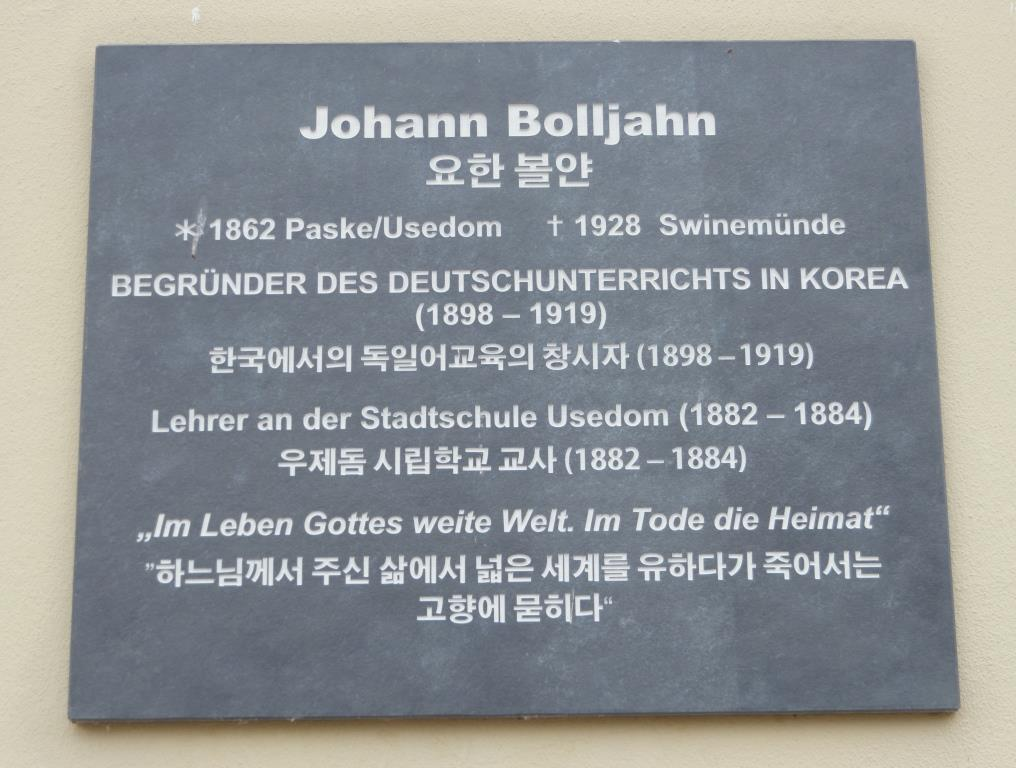
Gedenktafel für Johann Bolljahn in Usedom-Süd

Johann Bolljahn (* 20. Februar 1862 in Paske; † 25. Oktober 1928 in Swinemünde) war ein deutscher Lehrer, Rektor der kaiserlichen Deutschen Sprachschule in Korea und der Begründer des Deutschunterrichtes in diesem Land.

## Leben
Johann (auch Johannes) Bolljahn wuchs in einfachen Verhältnissen auf. Sein Vater betrieb Küstenfischerei und Getreidehandel. Im Alter von 15 Jahren ging der Junge auf eine einfache Lehrerbildungsanstalt; im September 1878 dann an das Schullehrerseminar in Kammin.
Drei Jahre später bestand er dort die Prüfung zum Volksschullehrer mit Befähigung zum Kantoren- und Organistendienst. In Selz bei Treptow an der Rega in Hinterpommern erhielt er seine erste Anstellung als Elementarlehrer. Vom September 1882 bis Mai 1884 war er als Lehrer in seiner Heimatgemeinde Usedom tätig.
Im September 1884 ging Bolljahn nach England und nahm in Manchester eine Lehrerstelle an der Höheren Töchterschule an. Mit den ersten Ersparnissen finanzierte er eine anschließende viermonatige Französisch-Ausbildung in Paris und legte danach in Deutschland das Examen für Mittelschul-Lehrer ab, um vom November 1888 bis April 1889 Deutsch- und Französischunterricht an der Knaben-Mittelschule in Angermünde zu geben.
Im Juni 1889 reiste Bolljahn nach Japan und nahm in Tokio eine Stelle als Lehrer an der Evangelischen Deutschen Schule an. Außerdem gab er Unterricht an verschiedenen anderen Einrichtungen, z. B. an der Universität Tokio. Zeitgenossen schildern ihn im Alter von 27 Jahren als pädagogisch und musikalisch sehr begabt.
1898 ging Johann Bolljahn nach Korea. Im September 1898 wurde dort in Absprache mit den koreanischen Behörden eine Deutsche Sprachschule eröffnet, deren Leiter er wurde. An dieser Schule erhielten auch spätere koreanische Diplomaten für den Einsatz in Deutschland ihre Ausbildung.
In Korea verkehrte Bolljahn mit deutschen Landsleuten (u. a. mit dem Hofarzt des Kaisers Richard Wunsch, mit dem Kapellmeister Franz Eckert und einer deutschen Kaufmannsfamilie). Er holte seinen jüngeren Bruder (A.K.W.) nach Korea, der Assistent des Zolldirektors in Pujan wurde (1900–1908).
Die japanische Protektoratspolitik in Korea führte schließlich im Jahre 1905 zur Schließung der Kaiserlich Deutschen Sprachschule. Bolljahn arbeitete aber weiter als Sprachlehrer in Korea.
Erst im Jahr 1919 kehrte Johann Bolljahn nach Deutschland zurück. Er erwarb eine Villa in Swinemünde und nahm eine Stellung als Lehrer an der Marinefachschule in Osternothafen an. Am 15. September 1922 heiratete Bolljahn in Swinemünde die Witwe eines Kaufmanns.
Seinem Wunsch entsprechend wurde Johann Bolljahn auf dem Friedhof seines Geburtsortes Paske beigesetzt.
In der Stadt Usedom, am Gebäude der Kommunalverwaltung Amt Usedom-Süd, Markt 7 gegenüber der Kirche, erinnert eine Gedenktafel an Johann Bolljahn und sein verdienstvolles Wirken.

## Schriften (Auswahl)
- Johann Bolljahn: Japanisches Schulwesen, seine Entwicklung und sein gegenwärtiger Stand. A. Haack, Berlin 1896.
- Johann Bolljahn: Das Koreanische Schulwesen. In: Deutsche Zeitschrift für ausländisches Unterrichtswesen. R. Voigtländer, Leipzig 1900, S. 193–209.
- Johann Bolljahn: Koreanische Sitten und Bräuche. In: Zeitschrift für Missionskunde und Religionswissenschaft (ZMR), Jg. 15 (1900) S. 55–77.
- Johann Bolljahn: Das Japanische Schulwesen. In: Deutsche Zeitschrift für ausländisches Unterrichtswesen. R. Voigtländer, Leipzig 1900, S. 289–310.
- Johann Bolljahn: Die Anfänge der protestantischen Mission in Korea und ihr gegenwärtiger Stand. In: Zeitschrift für Missionskunde und Religionswissenschaft (ZMR), Jg. 15 (1900) S. 257–264.